# Cimbicidae
I Cimbicidi (Cimbicidae Kirby, 1837) sono una famiglia di insetti dell'ordine degli Imenotteri.

## Descrizione

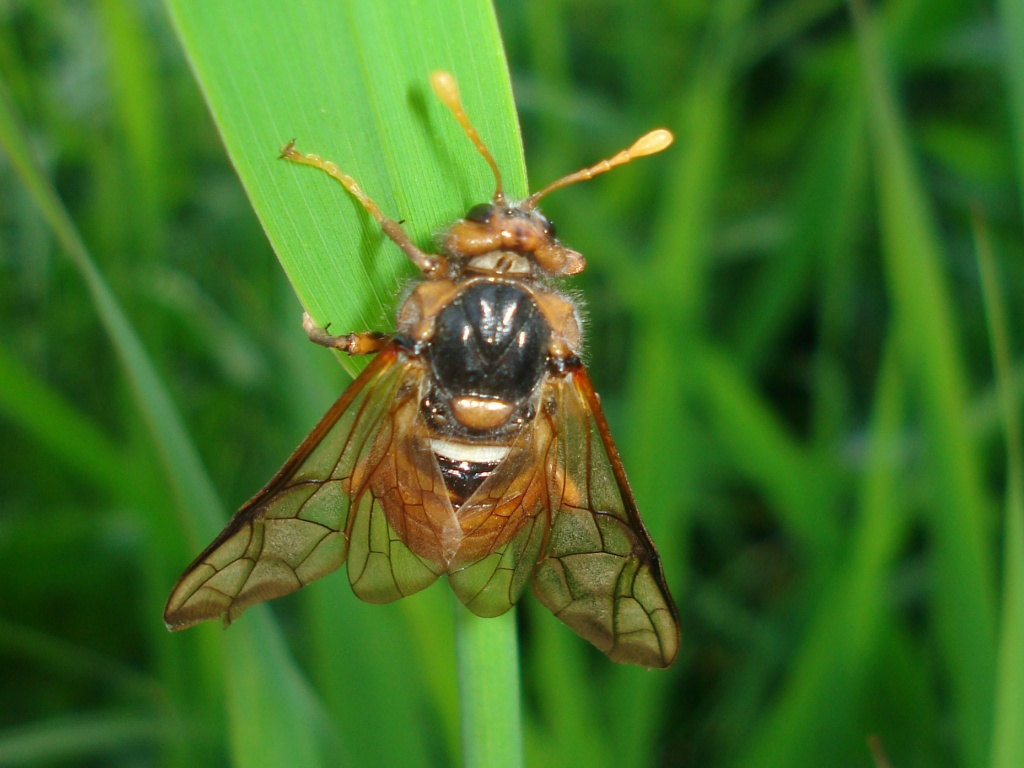
Cimbex connatus

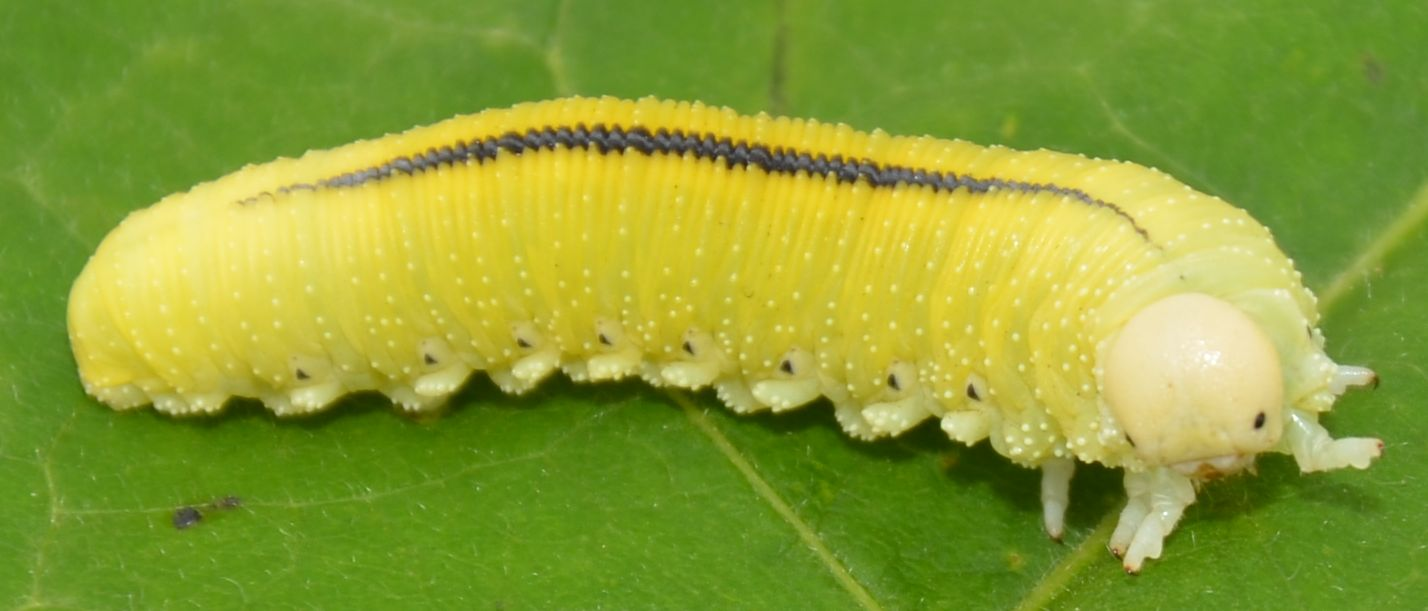
Cimbex americanus

### Adulti
Gli adulti sono imenotteri robusti, lunghi 15–25 mm, vagamente somiglianti ai bombi. Come in tutti i sinfiti, il torace si continua direttamente con l'addome, senza strozzatura. Le antenne sono formate da sette o meno articoli, con flagello marcatamente clavato.

### Larve
Le larve sono eruciformi, cioè con corpo più o meno allungato e cilindrico e capo ben sviluppato, simili ai bruchi delle farfalle. L'apparato boccale è di tipo masticatore, con mandibole e mascelle atte alla assunzione di alimenti solidi e alla loro triturazione. 

## Tassonomia
La famiglia comprende 192 specie, raggruppate in 4 sottofamiglie e 21 generi:

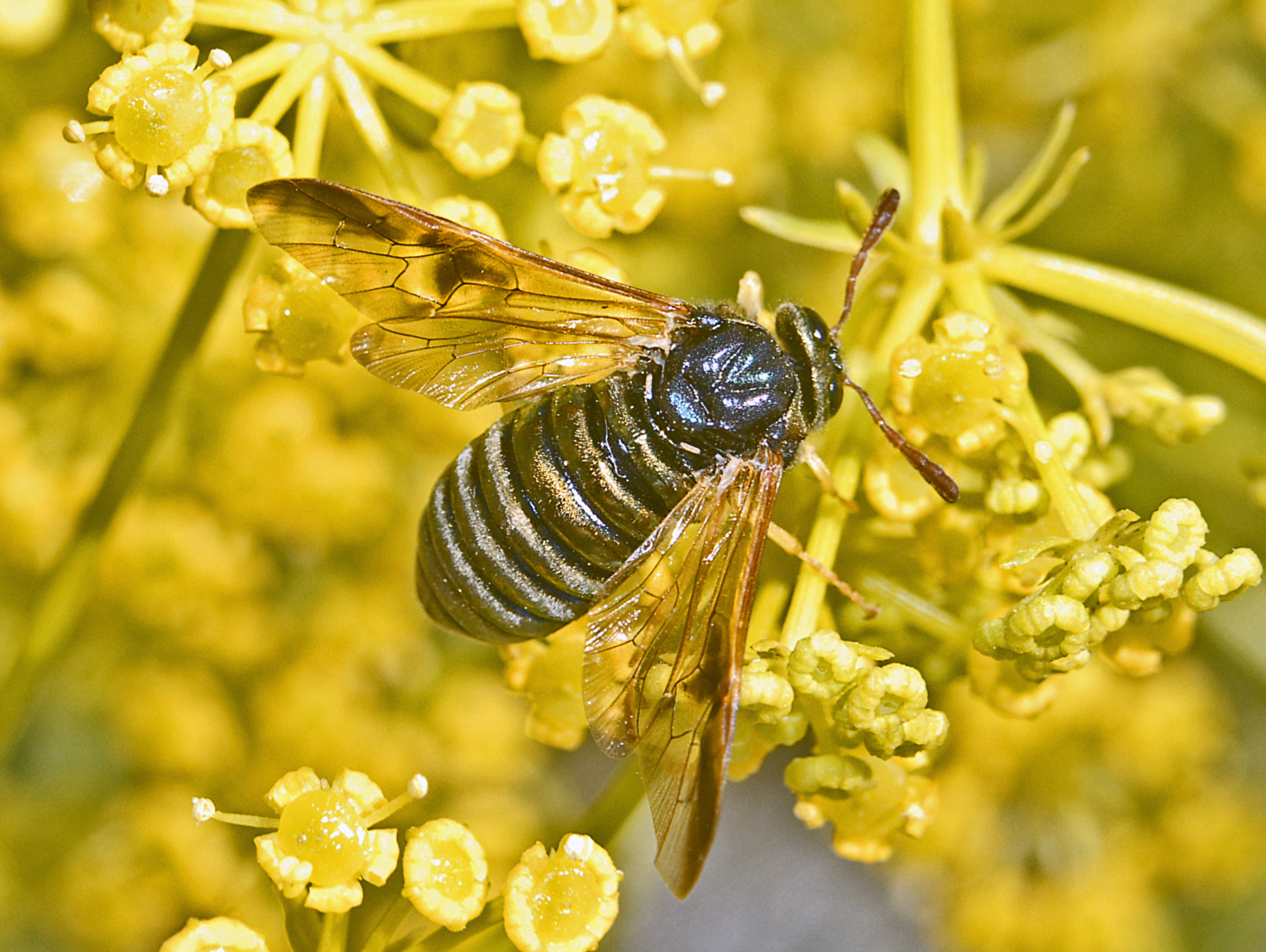
Abia sericea

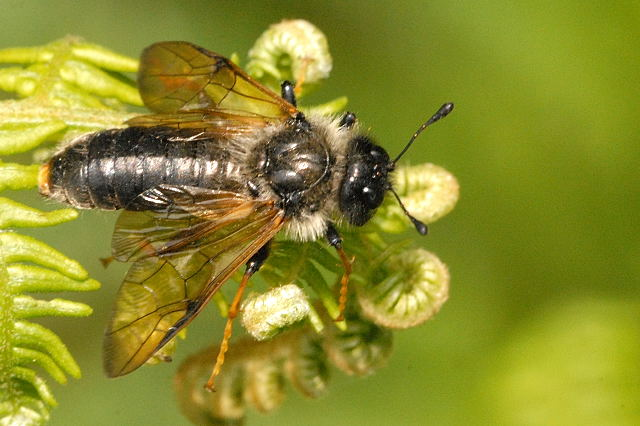
Trichiosoma lucorum

Sottofamiglia Abiinae
- Abia Leach
- Allabia Semenov & Gussakovskij
- Orientabia Malaise
- Procimbex Hong

Sottofamiglia Cimbicinae
- Agenocimbex Rohwer
- Cimbex Olivier
- Eopachylosticta Malaise
- Leptocimbex Semenov-Tian-Shanskij
- Odontocimbex Malaise
- Phenacoperga Cockerell
- Praia Wankowicz
- Pseudocimbex Rohwer
- Pseudoclavellaria Schulz
- Trichiosoma Leach

Sottofamiglia Coryninae
- Corynis Thunberg

Sottofamiglia Pachylostictinae
- Brasilabia Conde
- Lopesiana Smith
- Pachylosticta Klug
- Pseudabia Schrottky
- Pseudopachylosticta Mallach

Incertae sedis
- Trichiosomites Brues